# Latași, Narodîci
Latași (în ucraineană Латаші) este un sat în comuna Starîi Dorohîn din raionul Narodîci, regiunea Jîtomîr, Ucraina.

## Demografie
Componența lingvistică a localității Latași
     Ucraineană (97,8%)
     Rusă (1,89%)
     Alte limbi (0,31%)
Conform recensământului din 2001, majoritatea populației localității Latași era vorbitoare de ucraineană (97,8%), existând în minoritate și vorbitori de rusă (1,89%).